# Norberto Crivelli
Norberto Crivelli (Sorengo, 1º novembre 1943) è un politico svizzero.

## Biografia
Nato a Sorengo vicino a Lugano nel 1943, dopo le magistrali a Locarno e un anno come maestro elementare si iscrive alla facoltà di scienze dell'Università di Ginevra  dove ottiene la licenza e poi il dottorato in Scienze Geologiche e Mineralogiche nel 1976.
Dopo l'università ritorna in Canton Ticino insegna prima alla Scuola Magistrale e poi presso la Scuola Cantonale di Commercio di Bellinzona fino alla pensione.
Entra in politica in gioventù aderendo ai movimenti studenteschi dell'Università di Ginevra, si iscrive al Partito Socialista Autonomo, che lascia negli anni Ottanta, passando al Partito del Lavoro. Nel PdL ricopre diversi incarichi dirigenziali, infatti è membro della direzione nazionale del Partito del Lavoro (Partito Operaio e Popolare in Canton Ticino dal 2007) e presidente nel 2009 dopo esser stato segretario dal 1987 al 1994.
Dal 1981 al 1984 è consigliere comunale a Lugano e dal 1992 è consigliere comunale a Sorengo dove è stato riconfermato per l'ultima volta nelle comunali del 2012con 181 preferenze.
Nel 2011 si candida al Gran Consiglio del Ticino per il Movimento per il Socialismo/Partito Comunista ma non viene eletto.
Dal 2007 è membro dell'ufficio esecutivo del Partito della Sinistra Europea.
Nel 2011 ha aderito all'appello del Partito dei Comunisti Italiani contro l'intervento militare in Libia.